# Berganesjön
Berganesjön är en sjö i Åmåls kommun i Dalsland och ingår i Göta älvs huvudavrinningsområde. Sjön har en area på 0,259 kvadratkilometer och ligger 187,1 meter över havet.

## Delavrinningsområde
Berganesjön ingår i det delavrinningsområde (656038-131044) som SMHI kallar för Utloppet av Ömmeln. Medelhöjden är 167 meter över havet och ytan är 36,94 kvadratkilometer. Räknas de 2 avrinningsområdena uppströms in blir den ackumulerade arean 68,04 kvadratkilometer. Åmålsån som avvattnar avrinningsområdet har biflödesordning 2, vilket innebär att vattnet flödar genom totalt 2 vattendrag innan det når havet efter 211 kilometer. Avrinningsområdet består mestadels av skog (74 procent). Avrinningsområdet har 7,47 kvadratkilometer vattenytor vilket ger det en sjöprocent på 20,2 procent.